# Cabanès, Aveyron

Cabanès este o comună în departamentul Aveyron din sudul Franței. În 1 ianuarie 2022 avea o populație de 279 de locuitori.